# Centro-Sul (região de Belo Horizonte)

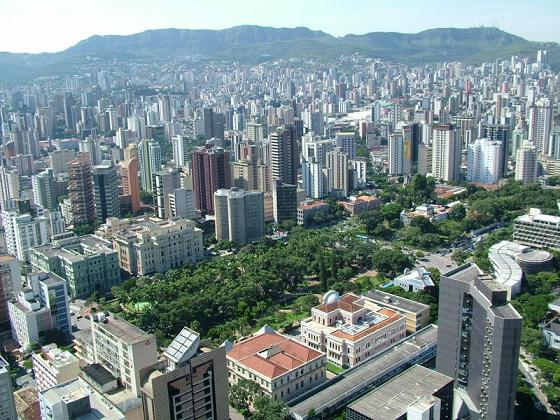
Vista da região de Belo Horizonte

Centro-Sul é uma região administrativa no município brasileiro de Belo Horizonte, no estado de Minas Gerais, é administrada pela Administração Regional de Centro-Sul. A região administrativa é coextensiva com o distrito de Belo Horizonte, nele estão localizados bairros tradicionais como a Savassi, Lourdes e Funcionários, e também praças importantes como a Praça da Liberdade, antiga sede do Governo do Estado de Minas Gerais e atualmente a referência do Circuito Cultural Praça da Liberdade, a Praça da Assembleia, onde se localiza a Assembleia Legislativa do Estado de Minas Gerais, a Praça da Estação e a Praça da Savassi. É a região mais rica e densamente povoada da Região Metropolitana de Belo Horizonte. Seu IDH (Índice de Desenvolvimento Humano) é bastante elevado (0,914), superando vários países europeus. Contudo, esse índice expõe uma realidade de extrema desigualdade social na cidade. A principal disparidade pode ser verificada entre dois bairros da região Sul, Carmo e Sion, que tiveram o melhor IDH (0,973) da região metropolitana, um resultado maior que o da Noruega (0,942), o país com o melhor IDH do mundo, e a Vila Nossa Senhora do Rosário e o Morro do Papagaio (0,685), comparáveis ao índice da Bolívia, o país menos desenvolvido da América do Sul.

## História
A história da região Centro-Sul confunde-se com a criação da Capital, que se deu através de um decreto de 1891 assinado por Augusto de Lima. Com esse decreto, foi desapropriado o vilarejo conhecido por Curral del Rey para a construção da nova capital de Minas Gerais, a Cidade de Minas, inaugurada em 1897 e que posteriormente viria a se chamar Belo Horizonte.
A planta básica da nova capital, projetada pelo então chefe da comissão de construção da nova capital Aarão Reis, ficara pronta em 1895, ano em que foram leiloados os primeiros lotes para atividades comerciais. Aarão Reis fez uma planta em que as ruas se cruzam em diagonal, inovando ao fugir do padrão de ruas em xadrez de outras cidades como Washington e Paris. Ambicioso e grandioso, o projeto planejava avenidas e ruas mais largas do que as convencionais para a época, já prevendo a grande expansão populacional da cidade. Contudo, nem mesmo Aarão Reis pôde prever que a cidade, que  já passava dos 42 mil habitantes em 1914, atingisse uma população de quase 2,5 milhões de habitantes em 2007.
A região Centro-Sul sempre concentrou o comércio e os serviços da cidade. A partir da década de 80, sofreu mudanças profundas; a região da Savassi passou de área residencial para uma valorizada área comercial; houve um acentuado decréscimo populacional da área inclusa na área da avenida do Contorno e uma expansão populacional das áreas periféricas; e houve a verticalização das construções devido à grande especulação imobiliária. Nesse processo, a região se consolidou como referência comercial, financeira e política da região metropolitana de Belo Horizonte e consagrou-se como região nobre, apesar da presença de grandes aglomerados populacionais de baixa renda.

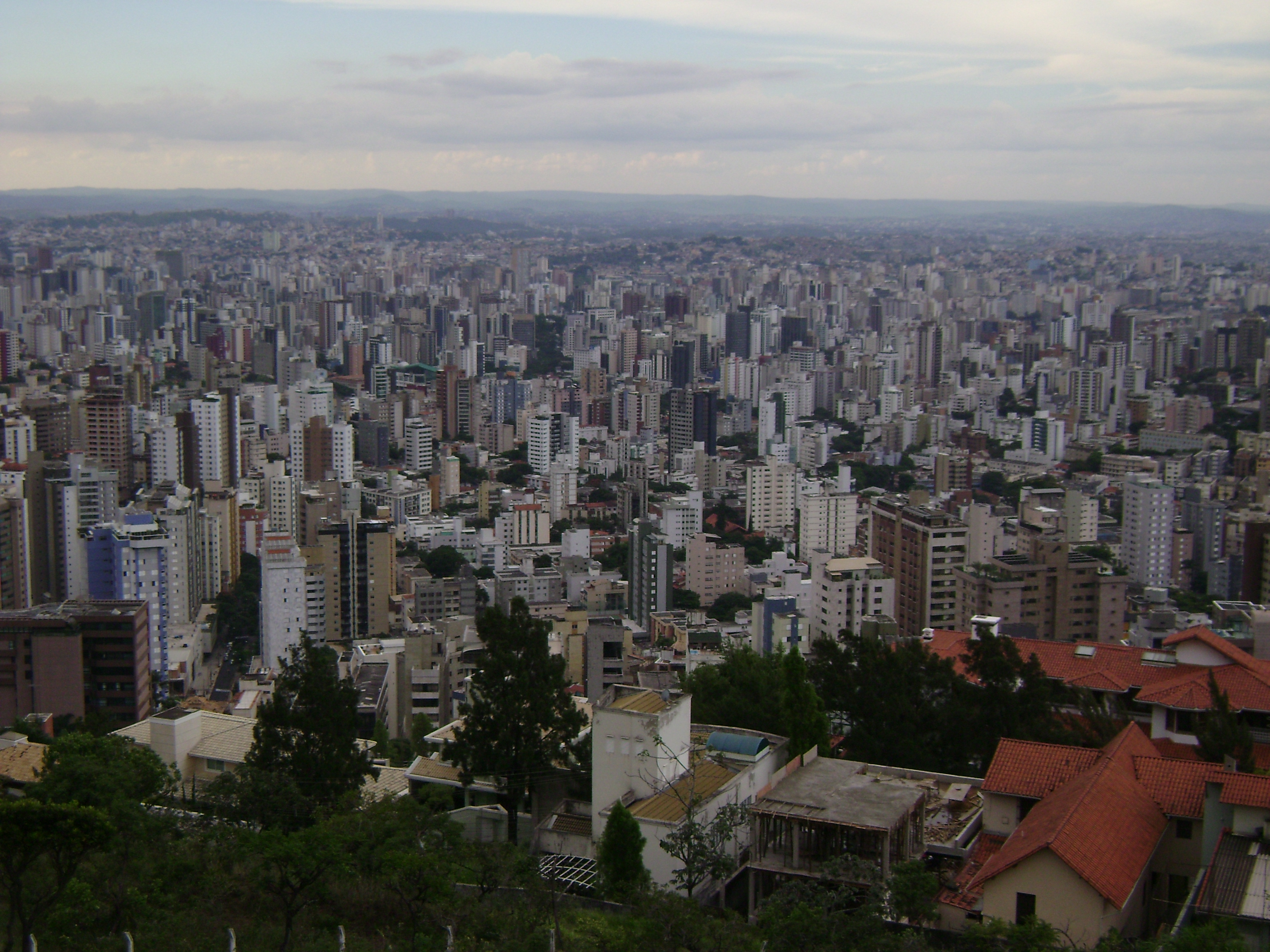
Vista da região através de um mirante no bairro Mangabeiras

## Parques
- Parque Municipal Américo Renné Giannetti
- Parque Municipal das Mangabeiras
- Parque Julien Rien
- Parque Mata das Borboletas
- Parque Municipal Juscelino Kubitschek (Parque do Acaba Mundo)

parque da serra

## Lista de bairros
Possui um total de 41 bairros:
- Anchieta
- Barro Preto
- Belvedere
- Boa Viagem
- Carmo
- Centro
- Cidade Jardim
- Conjunto Santa Maria
- Coração de Jesus
- Cruzeiro
- Funcionários
- Lourdes
- Luxemburgo
- Mangabeiras
- Morro do Papagaio
- Santa Lúcia
- Santo Agostinho
- Santo Antônio
- São Bento
- São Lucas
- São Pedro
- Savassi
- Serra
- Sion
- Vila Bandeirantes
- Vila Barragem Santa Lúcia
- Vila FUMEC
- Vila Paris